# Apicius (restaurant)
Apicius is een restaurant in Bakkum in de Noord-Hollandse gemeente Castricum, Nederland. In de periode van 2002 tot 2004 en in 2006 was het restaurant in het bezit van een Michelinster. In de periode 2007-2010 had restaurant twee sterren en sinds 2011 heeft het weer één ster.
GaultMillau kende het restaurant in 2016 16 van de 20 punten toe.
Eigenaren van restaurant Apicius zijn de broers Thorvald en Gaylord de Winter. Thorvald de Winter is tevens de chef-kok.